# Pentávryso
Pentávryso (Pentavryso) är en ort i Grekland.   Den ligger i prefekturen Nomós Kastoriás och regionen Västra Makedonien, i den norra delen av landet, 400 km nordväst om huvudstaden Aten. Pentávryso ligger 783 meter över havet och antalet invånare är 599.
Terrängen runt Pentávryso är kuperad åt sydväst, men åt nordost är den platt. Runt Pentávryso är det ganska tätbefolkat, med 60 invånare per kvadratkilometer. Närmaste större samhälle är Kastoria, 12,7 km nordost om Pentávryso. Trakten runt Pentávryso består till största delen av jordbruksmark.